# Narycia stenomochla
Narycia stenomochla är en fjärilsart som beskrevs av Turner 1926. Narycia stenomochla ingår i släktet Narycia och familjen säckspinnare. Inga underarter finns listade i Catalogue of Life.